# (6580) Philbland
(6580) Philbland – planetoida z pasa głównego asteroid okrążająca Słońce w ciągu 4,26 lat w średniej odległości 2,63 j.a. Została odkryta 2 marca 1981 roku w Obserwatorium Siding Spring w Australii przez Schelte Busa. Nazwa planetoidy pochodzi od Philipa A. Blanda (ur. 1969), prowadzącego badania naukowe planet i małych ciał Układu Słonecznego w Londyńskim Imperial College. Przed nadaniem nazwy planetoida nosiła oznaczenie tymczasowe (6580) 1981 EW21.